# Studená u Telče
Studená (deutsch Studein) ist eine Gemeinde in Tschechien. Sie befindet sich 21 Kilometer östlich von Jindřichův Hradec und gehört zum Okres Jindřichův Hradec.

## Geografie

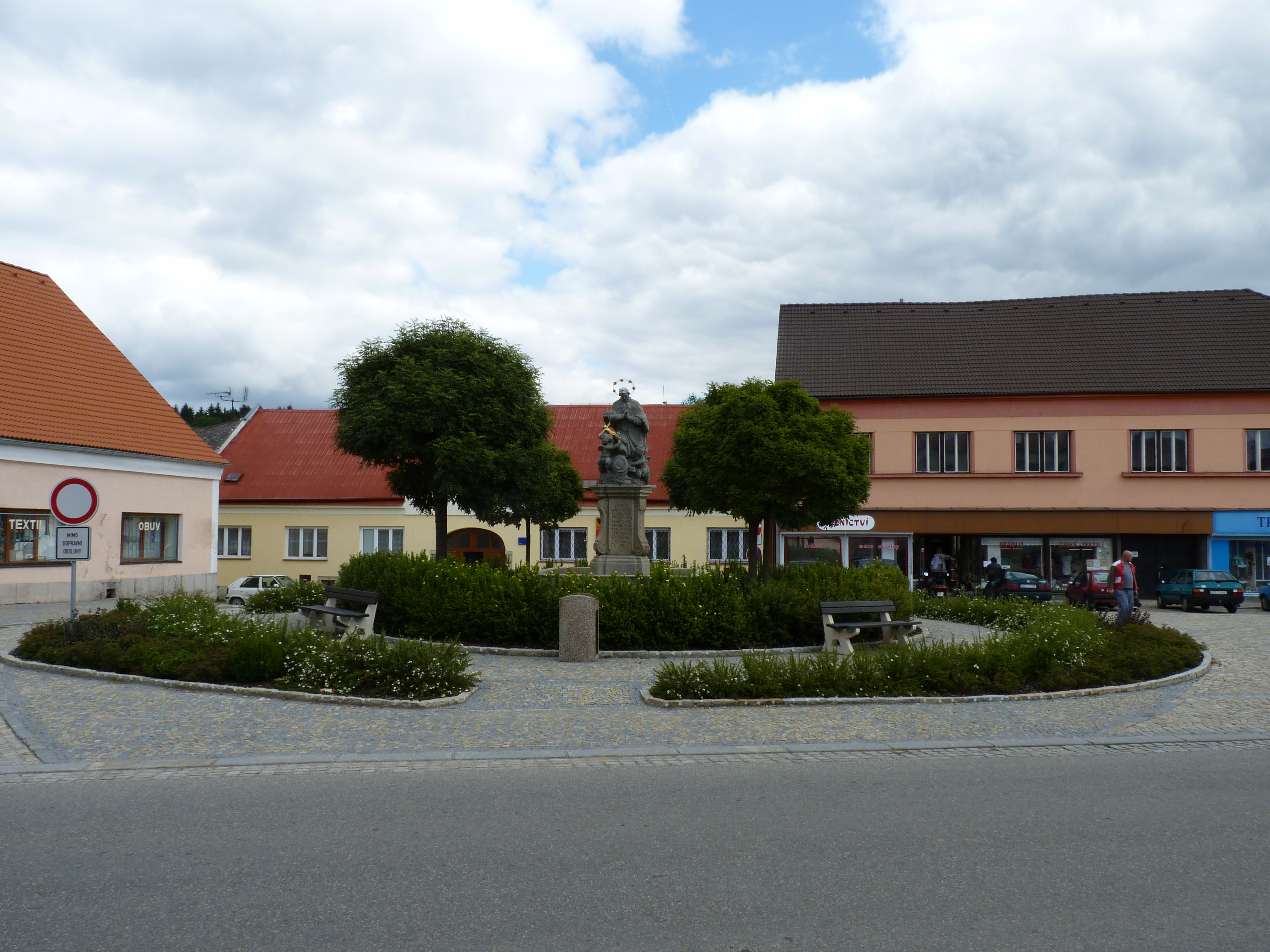
Marktplatz in Studená

Studená befindet sich im Tal des Studenský potok in der Javořická vrchovina im Südosten Mährens. Nordöstlich erhebt sich der 837 m hohe Javořice. Die Siedlung Nový Svět gehört historisch teilweise zu Böhmen.
Nachbarorte sind Domašín und Horní Pole im Norden, Horní Bolíkov und Sumrakov im Osten, Skrýchov im Südosten, Horní Němčice im Süden, Jilem im Südwesten, Palupín und Horní Dvorce im Westen sowie Zahrádky im Nordwesten.

## Geschichte
Erstmals urkundlich erwähnt wurde das Dorf im Jahre 1365 in einer Kaufsbestätigung für Dietrich von Obratan, der es von den Herren von Neuhaus erwarb. Als Zacharias von Neuhaus 1558 Studená kaufte und seiner Herrschaft Telč zuschlug, wurde der Ort bereits ein Städtchen genannt. Im 18. Jahrhundert gehörte Studein den Herren von Podstatský-Liechtenstein. Nach der Ablösung der Patrimonialherrschaften wurde Studein zur selbstständigen Marktgemeinde. Zum Ende des 19. Jahrhunderts entstand die Selchwarenfabrik Satrapa, aus der in der ersten Hälfte des 20. Jahrhunderts der Fleischwarenkonzern JASA hervorging.

## Gemeindegliederung
Die Gemeinde Studená besteht aus den Ortsteilen Domašín (Domaschin), Horní Bolíkov (Bolikau), Horní Pole (Oberfeld), Maršov (Marschau), Olšany (Wolschan), Skrýchov (Skreichau), Studená (Studein), Sumrakov (Sumrakau), Světlá (Swietla) und Velký Jeníkov (Groß Jenikau), die zugleich auch Katastralbezirke bilden. Zu Studená gehören außerdem die Wohnplätze Balkův Mlýn, Blatiny, Brůtka, Dolní Mlýn, Jalovčí (Galowczy), Lísky, Maršovský Dvůr, Nový Svět und Paseky (Pasky). Grundsiedlungseinheiten sind Domašín, Horní Bolíkov, Horní Pole, Jalovčí, Maršov, Olšany, Skrýchov, Studená, Sumrakov, Světlá und Velký Jeníkov.
Das Gemeindegebiet ist zweigeteilt; der südliche Teil (Maršov, Olšany und Velký Jeníkov) ist durch die Gemeinde Horní Němčice vom übrigen Gemeindegebiet abgetrennt.

## Städtepartnerschaften
- 1993–2016: Beemster, Niederlande[6]

## Sehenswürdigkeiten
- Schloss Studená, errichtet nach 1365 als Feste, zum Ende des 16. Jahrhunderts unter Zacharias von Neuhaus zum Renaissanceschloss umgebaut. Weitere Umbauten im 17. bis 19. Jahrhundert führten zur Umgestaltung zum Verwaltungsgebäude des Großgrundbesitzes. 1941 wurde das Schloss zum Wohnhaus umgebaut.
- In der früheren Schlossbrauerei wurden Teile des 1981 erschienenen Filmes „Postřižiny“ von Jiří Menzel nach der gleichnamigen Novelle von Bohumil Hrabal gedreht
- Kirche St. Prokop, errichtet im 14. Jahrhundert als gotisches Bauwerk, nach den Bränden von 1755 und 1855 erhielt sie ihr heutiges Aussehen
- Statue des hl. Johannes von Nepomuk auf dem Markt

## Söhne und Töchter des Ortes
- František Satrapa (1849–1920), der in Světlá geborene Metzgermeister begründete in Studená ein renommiertes Unternehmen und präsentierte auf den Ausstellungen der Kochkunst in Wien, Paris und Rom seine Räucherwaren. Im Unternehmen wandte er Maschinen mit Benzinantrieb an
- Jan Satrapa (1880–1948), der Sohn von František Satrapa übernahm das Unternehmen 1907. Er wurde 1908 wegen seines Qualitätsschinkens zum k.u.k. Hoflieferanten ernannt. Satrapa gründete 1916 zusammen mit dem Kaufmann Richard Spitzer aus Teltsch die Erste Mährische Fabrik für Selchwaren und Konserven G.m.b.H und baute das Unternehmen zu einem bedeutenden Konzern aus. 1917 gründete er mit weiteren Teilhabern mit der Fabrik für Selchwaren und Konserven G.m.b.H in Wolframs eine zweite neue Fabrik. 1928 wurden beide Unternehmen in die Aktiengesellschaft JASA, a.s. umgewandelt.
- Vlasta Javořická, eigentlich Marie Barešová (1890–1979), tschechische Schriftstellerin
- Jaroslav Moučka (1923–2009), tschechischer Schauspieler